# Baccharis capitalensis
Baccharis capitalensis là một loài thực vật có hoa trong họ Cúc. Loài này được Heering mô tả khoa học đầu tiên năm 1915.